# جوليان لويس
جوليان لويس (بالإنجليزية: Julian Lewis) هو سياسي بريطاني، ولد في 26 سبتمبر 1951 في سوانزي في المملكة المتحدة. حزبياً، نشط في حزب المحافظين.

## مناصب
- في الانتخابات العامة في المملكة المتحدة 1997 [الإنجليزية]‏، انتخب عضو البرلمان الثاني والخمسون للمملكة المتحدة عن دائرة نيو فوريست الشرقية وقد انضم خلال فترته النيابية ‏ (1 مايو 1997 – 14 مايو 2001) للكتلة البرلمانية حزب المحافظين.
- في الانتخابات العامة في المملكة المتحدة 2001، انتخب عضو برلمان المملكة المتحدة الـ53 عن دائرة نيو فوريست الشرقية وقد انضم خلال فترته النيابية ‏ (7 يونيو 2001 – 11 أبريل 2005) للكتلة البرلمانية حزب المحافظين.
- في الانتخابات العامة في المملكة المتحدة 2005، انتخب عضو برلمان المملكة المتحدة الـ54 عن دائرة نيو فوريست الشرقية وقد انضم خلال فترته النيابية ‏ (5 مايو 2005 – 12 أبريل 2010) للكتلة البرلمانية حزب المحافظين.
- في انتخابات المملكة المتحدة لعام 2010، انتخب عضو برلمان المملكة المتحدة الـ55 عن دائرة نيو فوريست الشرقية وقد انضم خلال فترته النيابية ‏ (6 مايو 2010 – 30 مارس 2015) للكتلة البرلمانية حزب المحافظين.
- في الانتخابات العامة في المملكة المتحدة 2015، انتخب عضو برلمان المملكة المتحدة الـ56 عن دائرة نيو فوريست الشرقية وقد انضم خلال فترته النيابية ‏ (8 مايو 2015 – 3 مايو 2017) للكتلة البرلمانية حزب المحافظين.
- في الانتخابات التشريعية البريطانية 2017، انتخب عضو برلمان المملكة المتحدة الـ57 عن دائرة نيو فوريست الشرقية وقد انضم خلال فترته النيابية ‏ (8 يونيو 2017 – ) للكتلة البرلمانية حزب المحافظين.
- انتخب عضو مجلس الشورى البريطاني.

## وصلات خارجية
- الموقع الرسمي